# NGC 6472
NGC 6472 ist eine 15,2 mag helle Galaxie vom Hubble-Typ S im Sternbild Drache am Nordsternhimmel. 
NGC 6472 ist Bestandteil eines optischen Galaxienclusters aus den sechs nahe beisammenstehenden Galaxien NGC 6456, NGC 6463, NGC 6470, NGC 6471, NGC 6472 und NGC 6477. Eine abschließende eindeutige Identifikation auf Basis von Swifts Beobachtungen steht immer noch aus.
Das Objekt wurde am 25. September 1886 von Lewis A. Swift entdeckt.